# Johan Sederholm
Johan Sederholm, född 26 oktober 1722 i Helsingfors, död där 17 februari 1805, var en finländsk affärsman. Han var farfar till Karl Sederholm. Johan Sederholm lät bygga sederholmska huset vid senatstorget i Helsingfors. Sederholmska huset är idag det äldsta bevarade huset i Helsingfors. 
Sederholm fick i gåva av Gustav Adolf, Sveriges konung en sockerskål. Denna sockerskål har enligt tradition gått neråt i generationer i den sederholmska släkten. 
Sederholm blev erbjuden adelstiteln men tackade nej. Han var alltså en borgare.

## Biografi
Sederholm var från 1738 verksam som affärsbiträde i Helsingfors och grundade 1748 tillsammans med en kompanjon en affärsrörelse, vilken expanderade betydligt och av vilken han från 1752 var ensam innehavare. Han blev förmögen på leveranser till bygget av Sveaborgs fästning och blev ägare till bland annat Helsingfors skeppsvarv och Hertonäs tegelbruk. Han avvecklade sin diversehandel 1775 och bedrev därefter, vid sin industriella verksamhet, som  bland annat innefattade bränneri och mälteri, främst trävaruexport och saltimport. 
Sederholm, som lät uppföra Sederholmska huset vid Senatstorget i Helsingfors, var även ägare av bland annat Hertonäs, Håkansböle och Gumtäkt. Han var riksdagsman 1769, 1778 och 1786 och tilldelades kommerseråds titel 1802.
Han utnämndes av Gustav III till en av kronprins Gustav Adolfs faddrar vid dennes dop den 10 november 1778 och fick vid drottningens kyrktagning den 27 december 1778 mottaga Gustav III:s faddertecken. Han utnämndes även till kommendör av Vasaorden.